# Дашківці (Віньковецька селищна громада)
Дашкі́вці — село в Україні, у Віньковецькій селищній громаді Хмельницького району Хмельницької області. Населення становить 1310 осіб.

## Історія
"Дашківці належать до найдавніших поселень Поділля: перший з відомих нам документів, що стосується цього села, свідчить, що це село, ще на початку XV ст. було подаровано Ягайлом зем'янові Йолтуху й у 1593 р. затверджене у володінні нащадка останнього - Теофіла Йолтуха грамотою короля Олександра. У 1493 р. в селі значилося два будинки. На початку XVI ст. воно перейшло у володіння зем'ян Карачовських. Кількість населення Дашківців унаслідок татарських набігів постійно змінювалася: так за словами збережених переписів, у 1530 р. село було зовсім порожнє, у 1565 р. у ньому числилося 9 будинків, а в 1583-му - лише 1. У 1582-1591 рр. за заповітом Олекси Карачовського та за добровільною згодю між його спадкоємцями, Дашківці прейшли у володіння племінників Олекси: Андрія і Луки Хорошков-Селеховських, які володіли ним на початку XVII ст. Подальша доля с. Дашківців нам не відома; знаємо лише те, що під час Руїни воно було геть розорене й ревізія 1668 р. знайшла на його місці порожнє урочище."
На 1885 р. Дашківці було колишнім власницьким селом, з 1238 особами населення. Тут було 153 дворових господарств, православна церква, римо-католицька каплиця, 2 заїжджих будинки, кузня, паровий та водяний млини, цегельня, винокурня.
7 (20) листопада 1917 року, відповідно до Третього Універсалу Української Центральної Ради, увійшло до складу Української Народної Республіки.
У січні 2018 року місцева церква Пантелеймона Цілителя змінила приналежність, перейшовши з московського патріархату до Української православної церкви Київського патріархату.
12 червня 2020 року, відповідно до розпорядження Кабінету Міністрів України № 727-р «Про визначення адміністративних центрів та затвердження територій територіальних громад Хмельницької області», увійшло до складу Віньковецької селищної громади.
19 липня 2020 року, після ліквідації Віньковецького району, село увійшло до Хмельницького району.

## Відомі люди

### Народилися
- Шпак Петро Федорович — український геолог, державний діяч,
- Павлюк Володимир Васильович — доктор хімічних наук, заслужений професор Львівського національного Університету імені Івана Франка, лауреат Державної премії України в галузі науки і техніки.

### Проживали
- провів своє дитинство Дупляк Степан Анатолійович — український поет, правник, представник  сучасної української літератури покоління двотисячників, член Національної спілки письменників України.

## Галерея

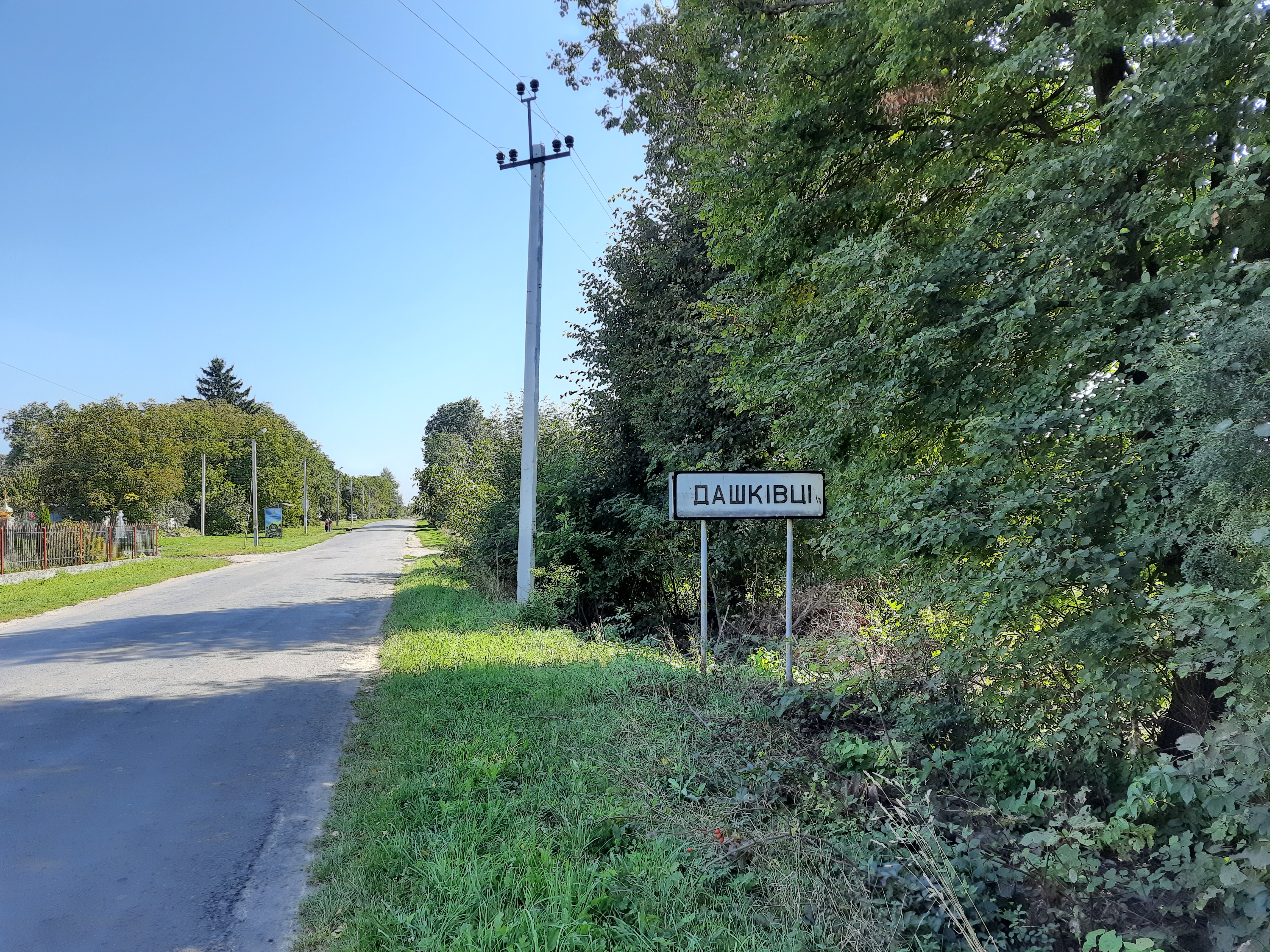
Дорожній знак при в'їзді в село Дашківці
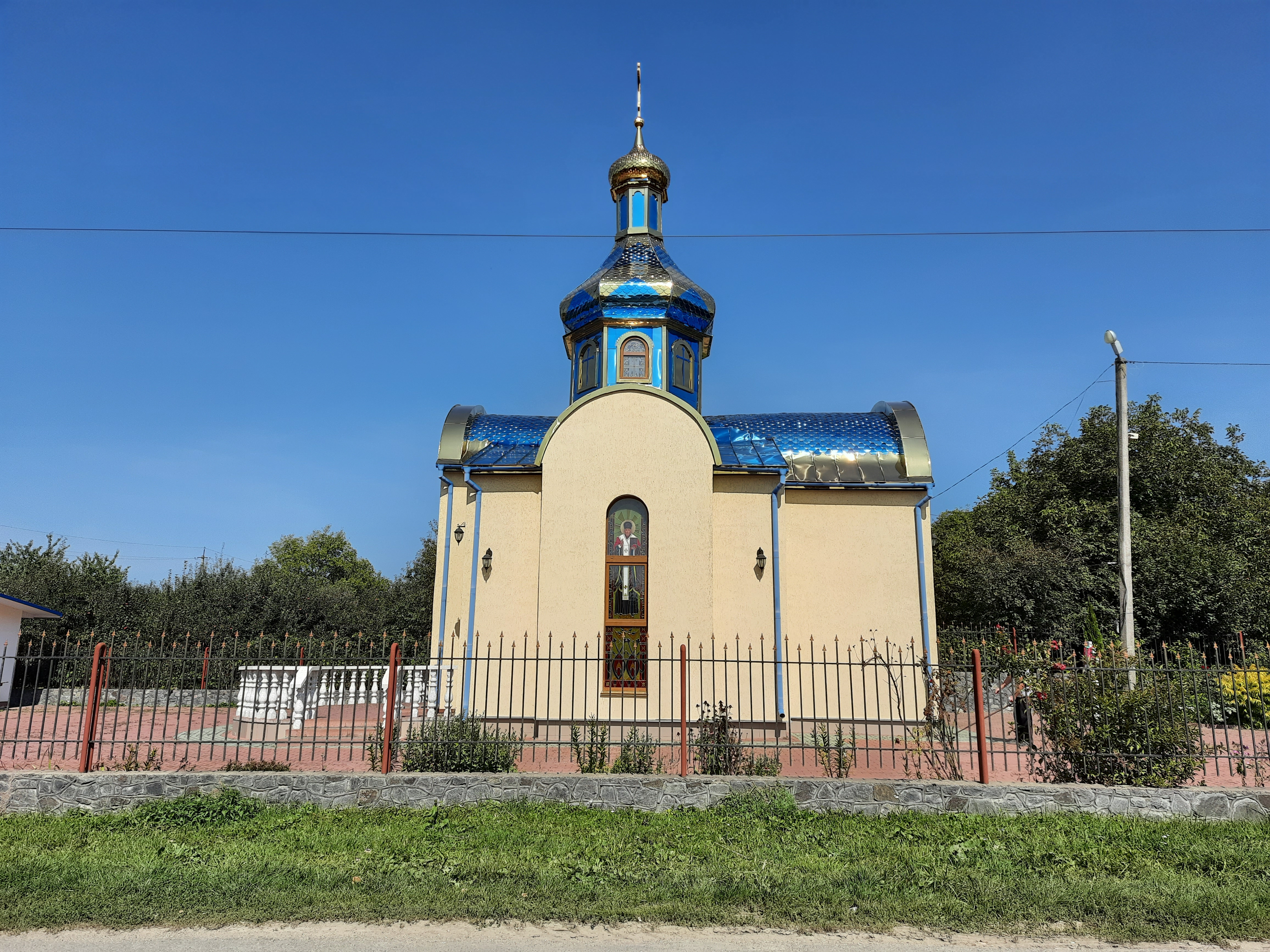
Церква Святого Пателеймона
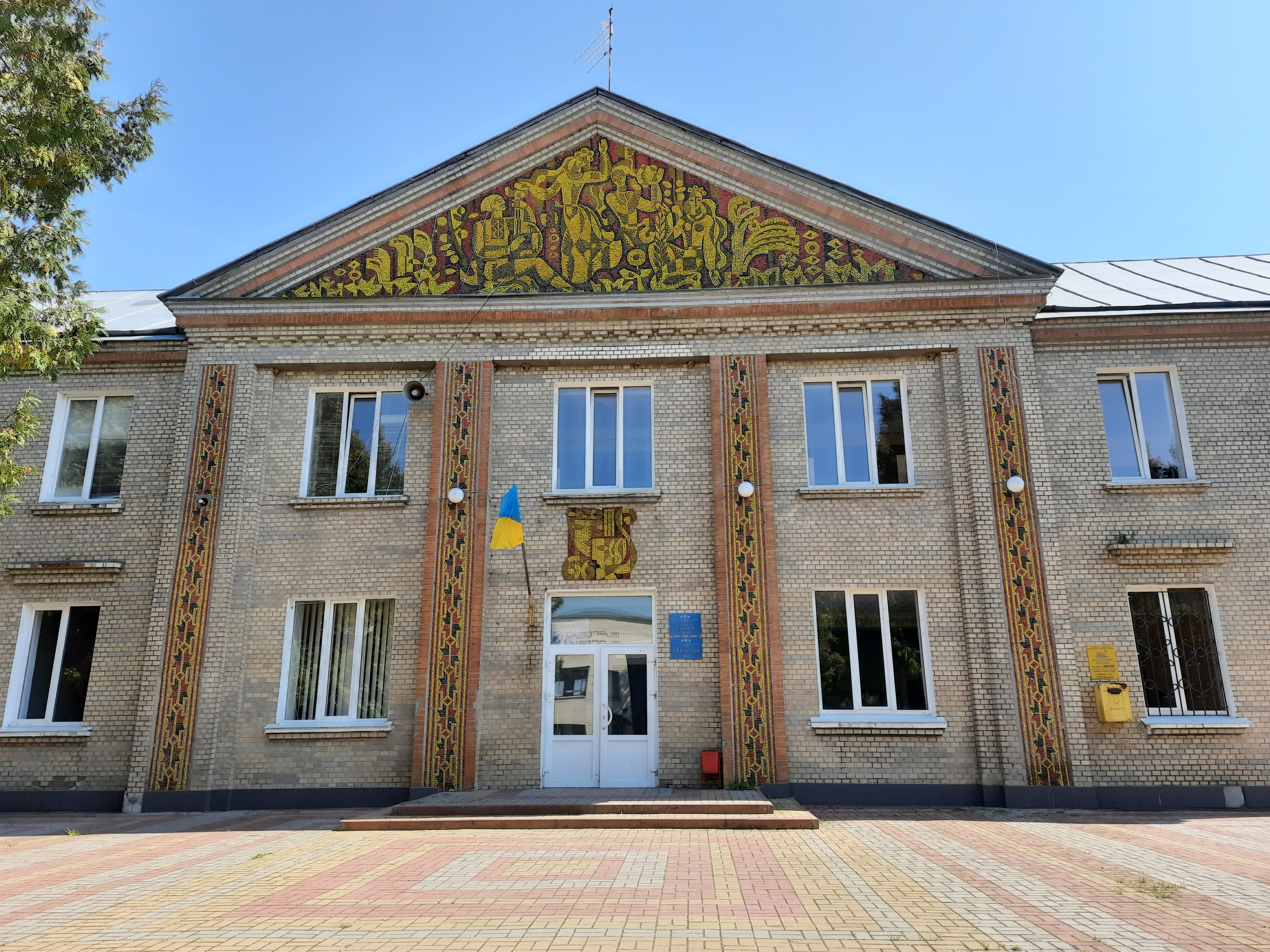
Будинок культури
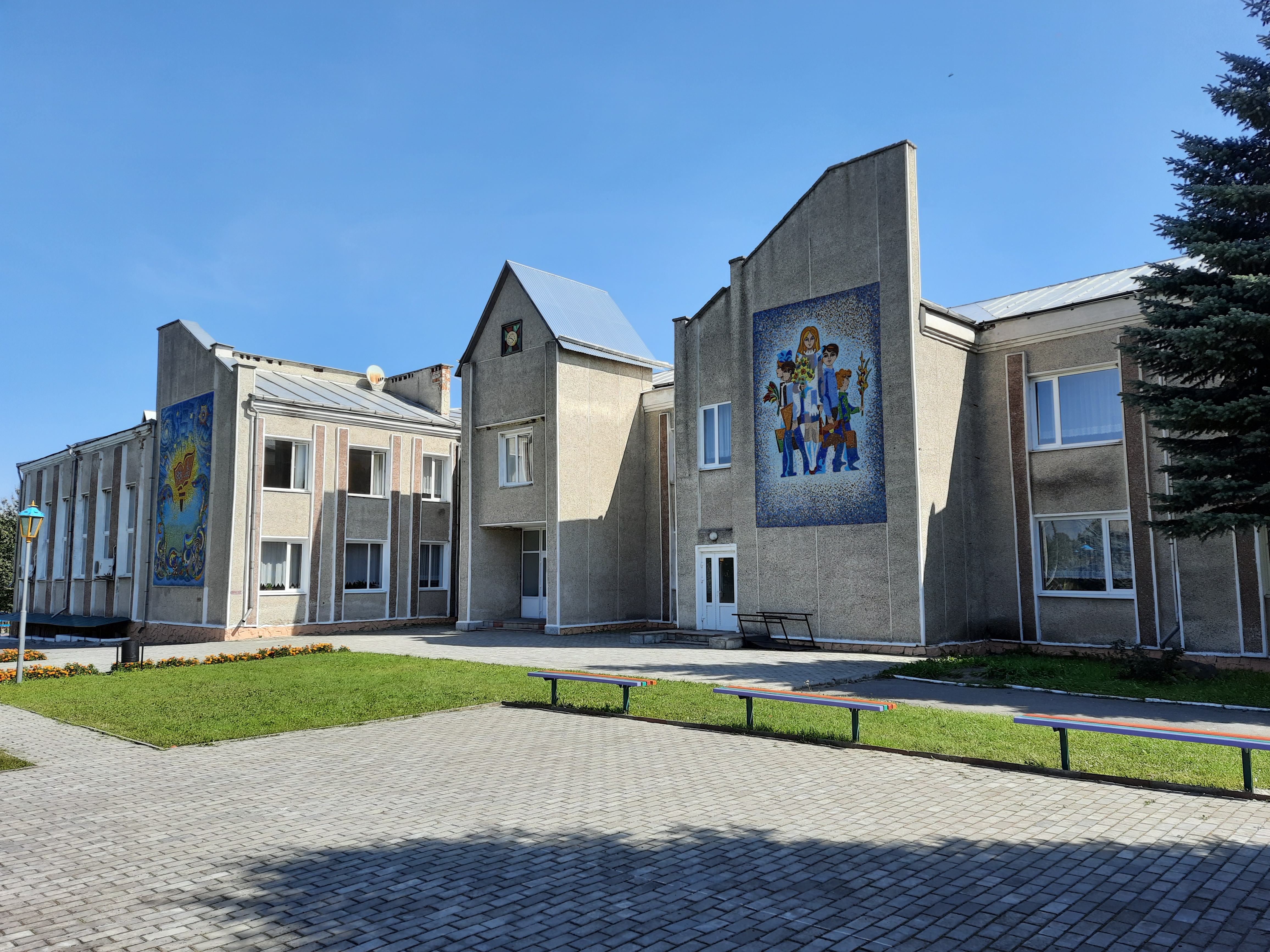
Школа
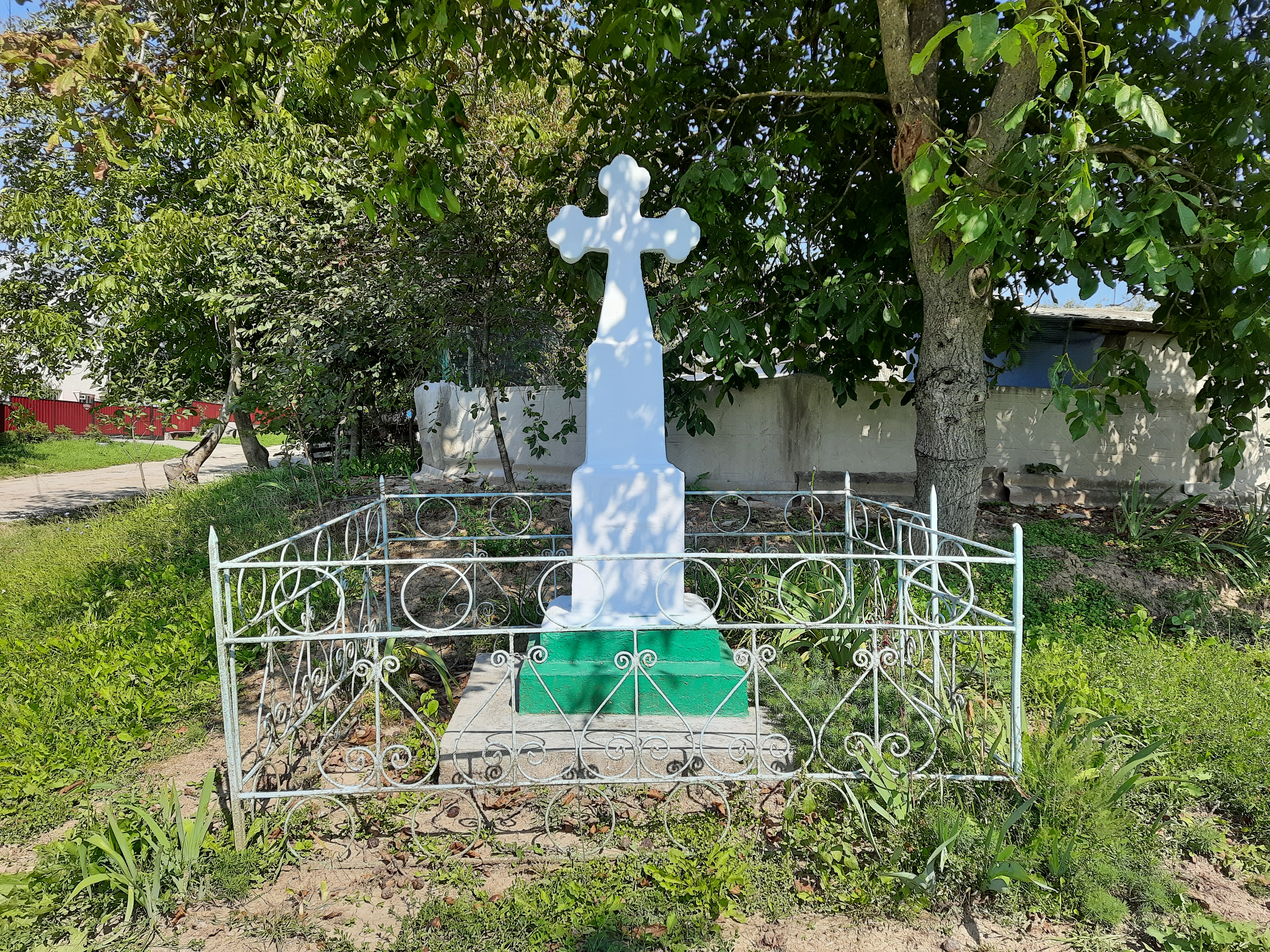
Пам'ятний хрест
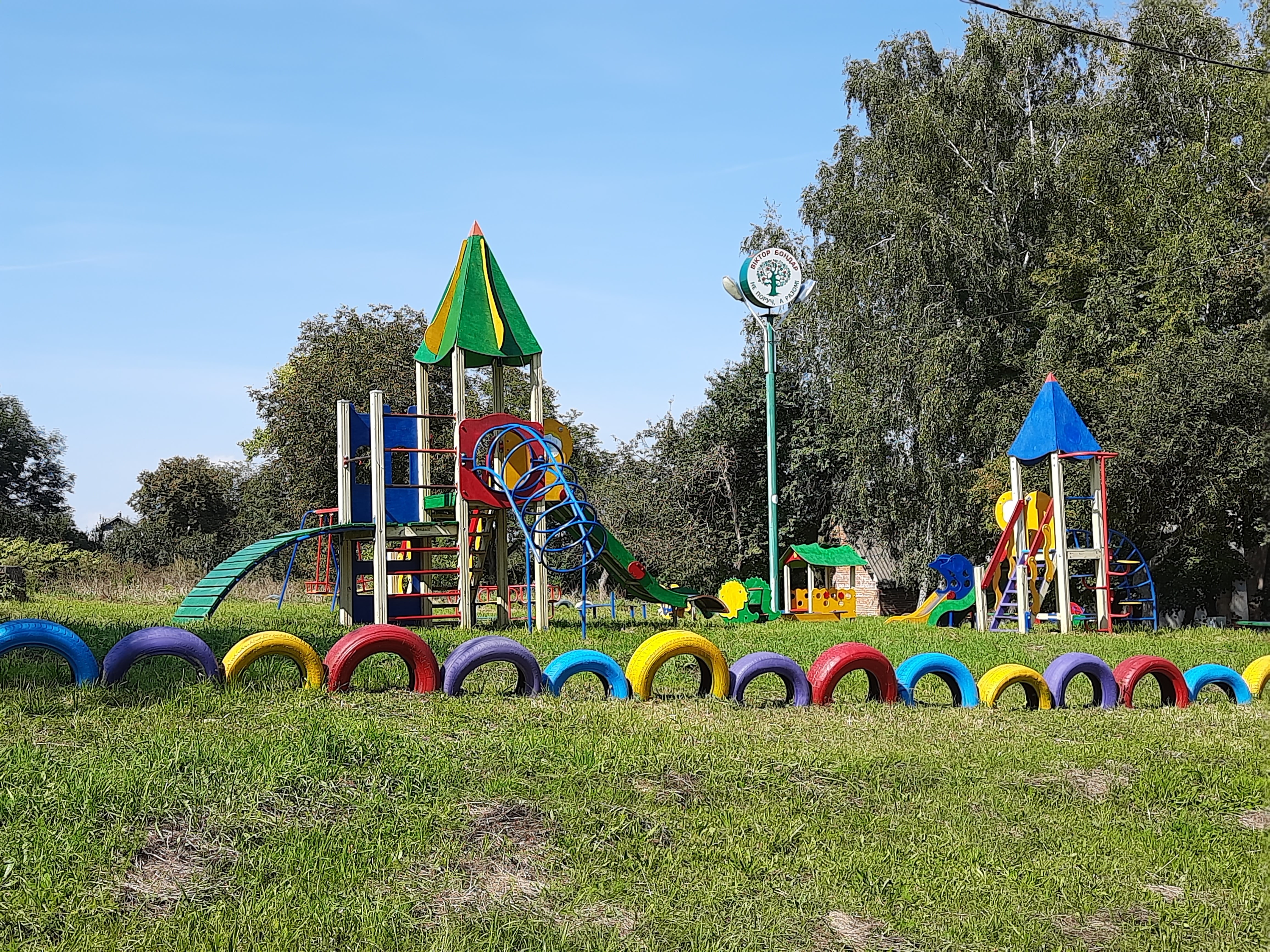
Дитячий майданчик
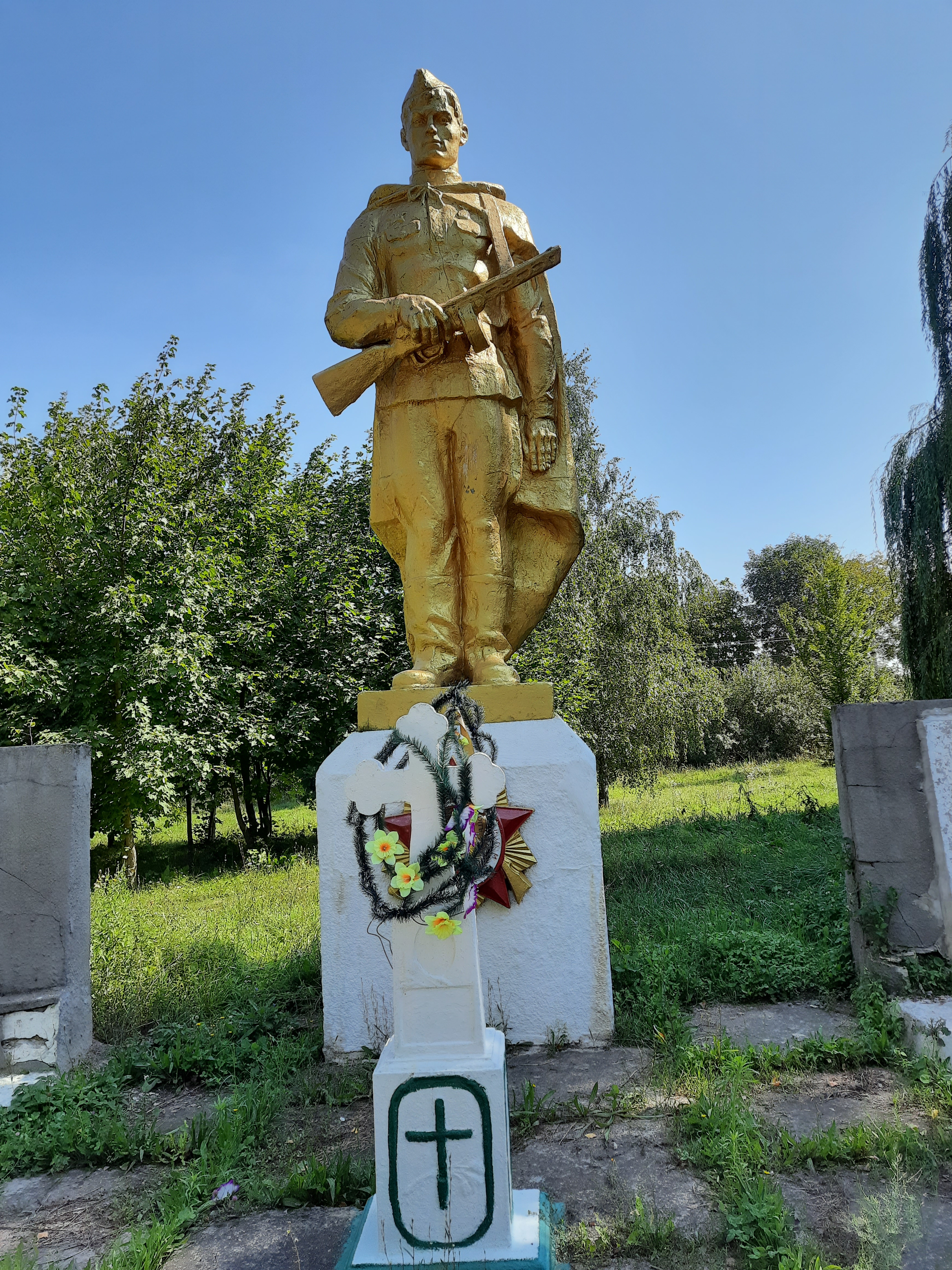
Пам'ятний знак на честь воїнів-односельців